# Dowland (cràter)
Dowland és un cràter d'impacte en el planeta Mercuri de 158 km de diàmetre. Porta el nom del compositor anglès John Dowland (1562-1626), i el seu nom va ser aprovat per la Unió Astronòmica Internacional el 1979.